# Johannes Drost
Johannes Drost (ur. 22 czerwca 1880 w Rotterdamie, zm. 18 września 1954 tamże) – holenderski pływak. Zdobywca brązowego medalu na dystansie 200 m stylem grzbietowym podczas Letnich Igrzysk Olimpijskich 1900 w Paryżu.